# خوسوئه براچی
خوسوئه براچی (اسپانیایی: Josué Brachi‎؛ زادهٔ ۸ سپتامبر ۱۹۹۲) وزنه‌بردار مرد اهل اسپانیا است.
وی در مسابقات کشوری و بین‌المللی در مجموع برندهٔ ۱ مدال طلا، ۲ مدال نقره شده‌است.